# خشایارشا (شاهزاده ساسانی)
خشایارشا یک شاهزاده و فرمانده سپاه شاهنشاهی ساسانی در قرن ششم میلادی بود که با حضور در جنگ با امپراتوری روم شرقی در تاریخ ایران مطرح شد.

## زندگی
او پسر قباد یکم، پادشاه ساسانی بود که اولین بار به عنوان یک اسپهبد در طول جنگ ایبری بین امپراتوری بیزانس و امپراتوری ساسانی حضور یافت. در سال ۵۲۸، خشایار با ارتشی سی هزار نفری، در نبرد تانریس وارد جنگ با روم شرقی شد. آن‌ها موفق شدند در یک حمله ناگهانی ارتش بیزانس را شکست دهند و ۸۰۰ نفر را به قتل برسانند.
با وجود پیروزی ساسانیان، ایرانی‌ها متحمل خسارت‌های سنگینی شدند و سپس عقب‌نشینی کردند. از دست دادن ۵۰۰ نفر از گارد امپراتوری پادشاه ایران را خشمگین ساخت و با وجود پیروزی شاهزاده خشایار، او پس از جنگ اعتبار خود را نزد قباد از دست داد.